# The Best of 1980-1990 (video)
The Best of 1980-1990 è la prima Video Compilation degli U2 pubblicata nel 1999, cinque mesi dopo la raccolta omonima.
Il video è stato reperibile solo in VHS.

## Tracce
1. Pride (In the Name of Love)
2. New Year's Day
3. With or Without You
4. I Still Haven't Found What I'm Looking For
5. Sunday Bloody Sunday
6. Bad - dal film Rattle and Hum
7. Where the Streets Have No Name
8. I Will Follow
9. The Unforgettable Fire
10. Sweetest Thing
11. Desire
12. When Love Comes to Town
13. Angel of Harlem
14. All I Want Is You
15. One Tree Hill - brano scartato dal film Rattle and Hum